# Atrichoproctus salinasi
Atrichoproctus salinasi är en spindeldjursart som först beskrevs av Livshits 1967.  Atrichoproctus salinasi ingår i släktet Atrichoproctus och familjen Tetranychidae. Inga underarter finns listade.